# Bagualerita
«Bagualerita» es una canción compuesta por el músico argentino Luis Alberto Spinetta, interpretada por el proyecto Spinetta Los Amigo que se encuentra en el álbum póstumo Los Amigo (2015). La canción fue grabada inicialmente por Liliana Herrero en su álbum Este tiempo de 2011.

## Contexto
El tema fue publicado por primera vez por Liliana Herrero en el álbum Este tiempo de 2011.

Pienso a este momento como muy auspicioso. Nos hemos puesto a debatir todos los temas conflictivos del pasado. A los grandes temas que hacen a la constitución de este país, las viejas polémicas, los hemos traído al presente para analizarlos... En forma organizada, desorganizada, no importa, circulan temas que, en otro contexto, no circularían.
Liliana Herrero

Simultáneamente Spinetta lo grabó con el Proyecto Los Amigo, y saldría finalmente en su álbum póstumo Los Amigo

## El tema
Es el cuarto track del disco y está inspirado en Leda Valladares.
Spinetta estuvo históricamente vinculado al folklore, componiendo temas clásicos como la zamba "Barro tal vez". El tema "Jazmín", del álbum Spinetta y los Socios del Desierto, incluye un fragmento final, a modo de tema autónomo, en el que suena un erkencho y una caja andina, similar a los audios de recopilación de Leda Valladares.